# Xenillus salamoni
Xenillus salamoni är en kvalsterart som beskrevs av Sandór Mahunka 1996. Xenillus salamoni ingår i släktet Xenillus och familjen Xenillidae. Inga underarter finns listade i Catalogue of Life.